# Guus Joppen
Guus Joppen (Eindhoven, 14 novembre 1989) è un calciatore olandese, difensore del De Treffers.

## Caratteristiche tecniche
Gioca come terzino destro.

## Carriera

### Club
Dopo aver giocato dal 2007 al 2012 nella seconda serie olandese, nella stagione 2012-2013 ha giocato 31 partite in Eredivisie, la massima serie olandese, segnandovi anche due reti.

### Nazionale
Ha giocato una partita amichevole con l'Under-19.